# Kytorhinus karasini
Kytorhinus karasini is een keversoort uit de familie bladkevers (Chrysomelidae). De wetenschappelijke naam van de soort werd in 1809 gepubliceerd door Fischer de Waldheim.